# University of West Florida

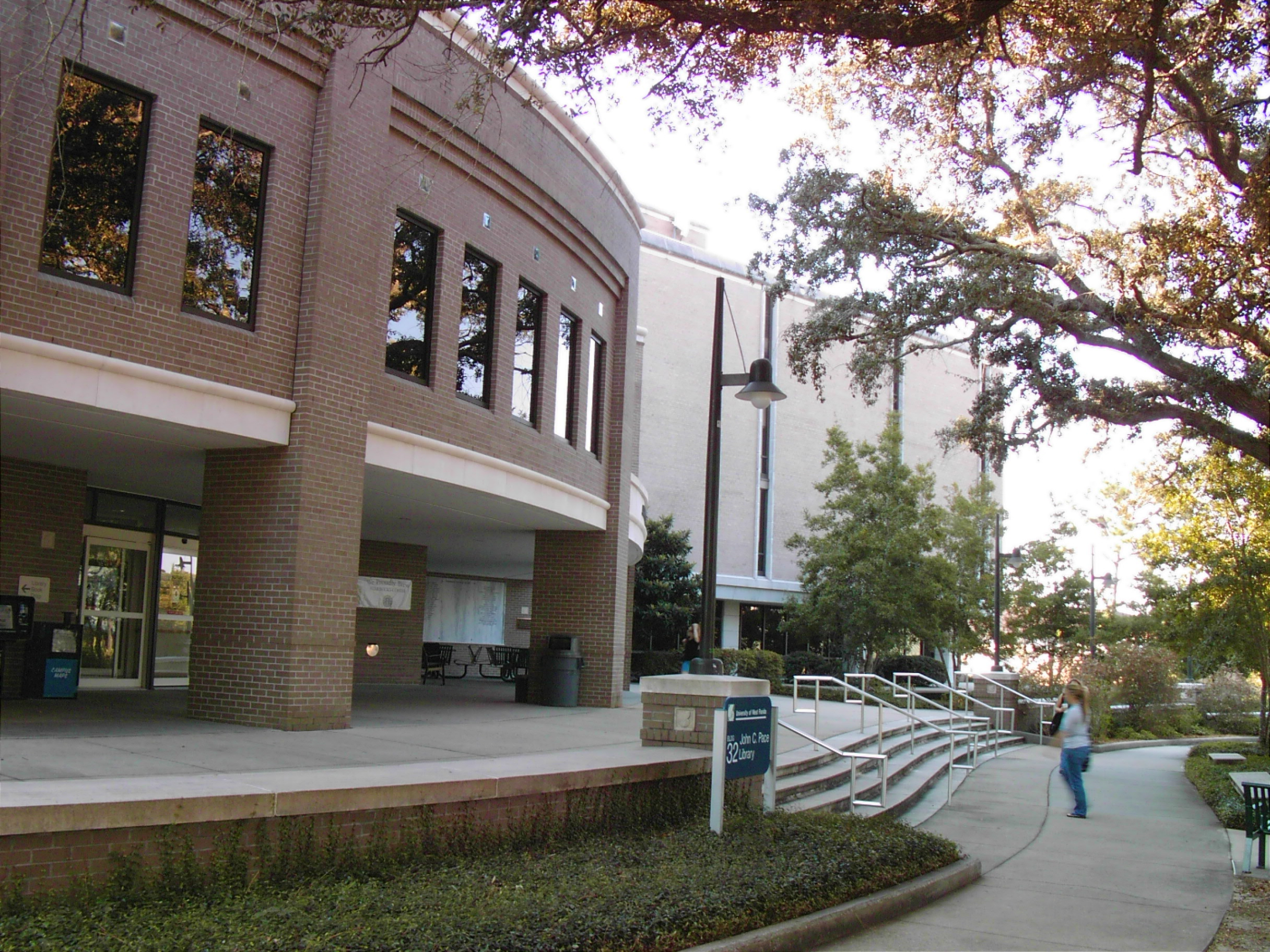
Eingang zur Bibliothek

Die University of West Florida (auch UWF genannt) ist eine staatliche Universität in Pensacola im US-Bundesstaat Florida. Gegründet wurde sie 1963. 2014 waren etwa 12.800 Studenten eingeschrieben.
Die UWF ist Partneruniversität der Universität Ulm, der Universität Klagenfurt, der FH Bielefeld, der Hochschule Ludwigshafen am Rhein und jüngst auch der Hochschule Reutlingen.

## Sport
Das Maskottchen der UWF ist ein Argonaut. Die Hochschule ist Mitglied in der Gulf South Conference.

## Bekannte Absolventen
- Kenneth Dale Cockrell (* 1950), Astronaut
- Bruce Edward Melnick (* 1949), ehemaliger Astronaut
- John Lynch Phillips (* 1951), Astronaut